# Coryne graeffei
Coryne graeffei är en nässeldjursart som beskrevs av Jickeli 1883. Coryne graeffei ingår i släktet Coryne och familjen Corynidae. Inga underarter finns listade i Catalogue of Life.